# Enfonvelle

Enfonvelle este o comună în departamentul Haute-Marne din nord-estul Franței. În 2009 avea o populație de 81 de locuitori.

## Evoluția populației
| An        | 1975 | 1982 | 1990 | 1999 | 2006 | 2009 |
| --------- | ---- | ---- | ---- | ---- | ---- | ---- |
| Populație | 139  | 134  | 119  | 104  | 85   | 81   |